# Heliconius minor
Heliconius minor är en fjärilsart som beskrevs av Heinrich Neustetter 1907. Heliconius minor ingår i släktet Heliconius och familjen praktfjärilar. Inga underarter finns listade i Catalogue of Life.